# Cyclophora quercimontaria
Cyclophora quercimontaria là một loài bướm đêm trong họ Geometridae.

## Hình ảnh

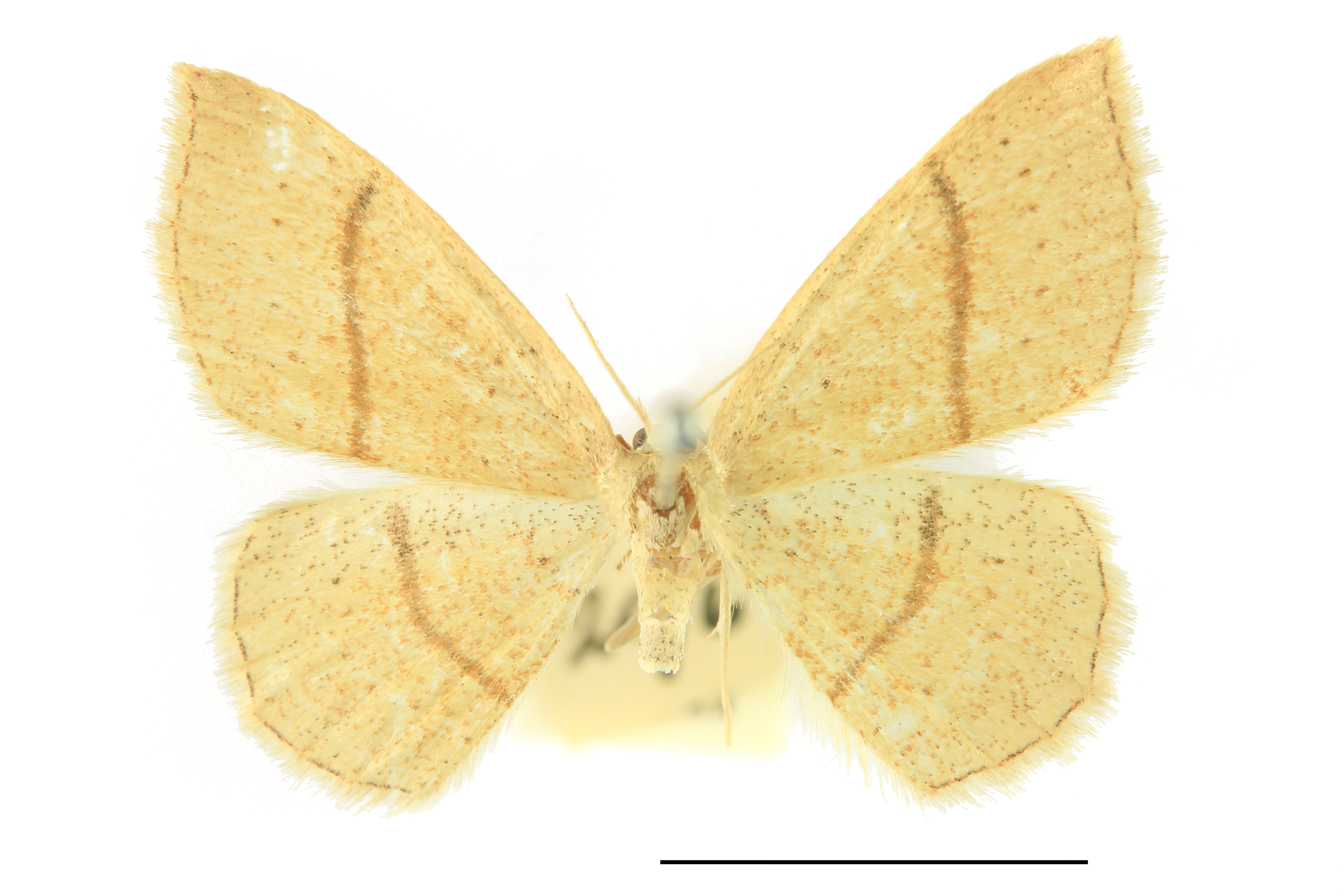